# Heteropternis respondens
Heteropternis respondens är en insektsart som först beskrevs av Walker, F. 1859.  Heteropternis respondens ingår i släktet Heteropternis och familjen gräshoppor.

## Underarter
Arten delas in i följande underarter:
- H. r. insularis
- H. r. respondens